# Yemisi Ogunleye
Yemisi Magdalena Ogunleye (ur. 3 października 1998 w Bellheim) – niemiecka lekkoatletka specjalizująca się w pchnięciu kulą, mistrzyni olimpijska z 2024.  Zajęła 10. miejsce na mistrzostwach świata w lekkoatletyce 2023. Zdobyła srebrny medal na halowych mistrzostwach świata w lekkoatletyce 2024 z wynikiem 20,19 m. Brązowa medalistka mistrzostw Europy w lekkoatletyce 2024. Jej ojciec jest Nigeryjczykiem. Halowa wicemistrzyni Europy z Apeldoorn (2025).

## Rekordy życiowe
- Skok w dal – 5,18 m (22 czerwca 2013, Landau)
- Trójskok – 10,98 m (26 stycznia 2014, Karlsruhe)
- Pchnięcie kulą – 20,27 m (21 lutego 2025, Dortmund)
- Rzut dyskiem – 50,05 m (15 lipca 2020, Mannheim)[1]